# Синуит
Синуитът, известен още като синузит, е възпаление на лигавицата на околоносните кухини (на латински: sinuitis). Той се развива най-често едновременно с или непосредствено след възпаление лигавицата на самата носна кухина (ринит), но синуитът на максиларните (горночелюстните) синуси може да води началото си от инфекция, проникнала от устната кухина при травматично вадене на зъби, при кисти на челюстите и зъбите, достигнали до горночелюстните синуси, периодонтити на горните зъби и др.
Различават се остри и хронични синуити, а според характера на възпалителния процес, те биват катарални и гнойни. Гнойните синуити са от особено значение, тъй като те могат да доведат до тежки усложнения като остеомиелит, менингит, менингоенцефалит, мозъчен абсцес и др.

## Остър синуит
Острият синуит настъпва при преминаване на възпалителния процес от носната кухина в синуса – при обикновена хрема или грип. Заболяването може да настъпи и като инфекциозна болест (морбили, скарлатина, дифтерия). Синусите могат да се засегнат и при нараняване.
Доста често максиларният (горночелюстен) синуит се дължи на пробив на зъбен гранулом, произхождащ от горен кътник. Отначало секрецията от носа е слузеста, но често постепенно става гнойна. Общото състояние се влошава и освен силно главоболие, появяват се и болки в областта на заболелия синус (в челото и веждите при челен синуит, в зъбите и горната челюст – при максиларен синуит). Обикновено носът е запушен, обонянието е отслабено, а от ноздрите изтича слузно-гнойна или примесена с кръв секреция. Доста често острият синуит преминава в хроничен.

## Хроничен синуит
Хроничният синуит най-често е последица от остро или рецидивиращо възпаление на синусната лигавица.
- При горночелюстен синуит има болки в лицето и очниците, а от носа изтича гноен, с неприятна миризма, секрет. Обонянието е намалено, а в повечето случаи носът е запушен.
- При челен синуит се наблюдава тежест и болки в челото, както и изтичане на гноен секрет от носа.
- При заден синуит гнойният секрет се стича в гърлото.